# Реттенбах (Рот)
Реттенбах (нім. Röttenbach) — сільська громада в Німеччині, розташована в землі Баварія. Підпорядковується адміністративному округу Середня Франконія. Входить до складу району Рот.
Площа — 21,67 км2. Населення становить 3143 ос. (станом на 31 грудня 2020).